# Obergailbach
Pour l’article homonyme, voir Niedergailbach.
Obergailbach [obəʁɡailbax] est une commune française située dans le département de la Moselle, en Lorraine, dans la région administrative Grand Est. Le village fait partie du pays de Bitche et du bassin de vie de la Moselle-est.

## Géographie

### Localisation
Situé à la frontière franco-allemande et à la limite nord-ouest du pays de Bitche, le village d'Obergailbach s'étire le long d'un petit affluent de la Blies, le Gailbach, profondément entaillé dans le plateau.

### Géologie et relief

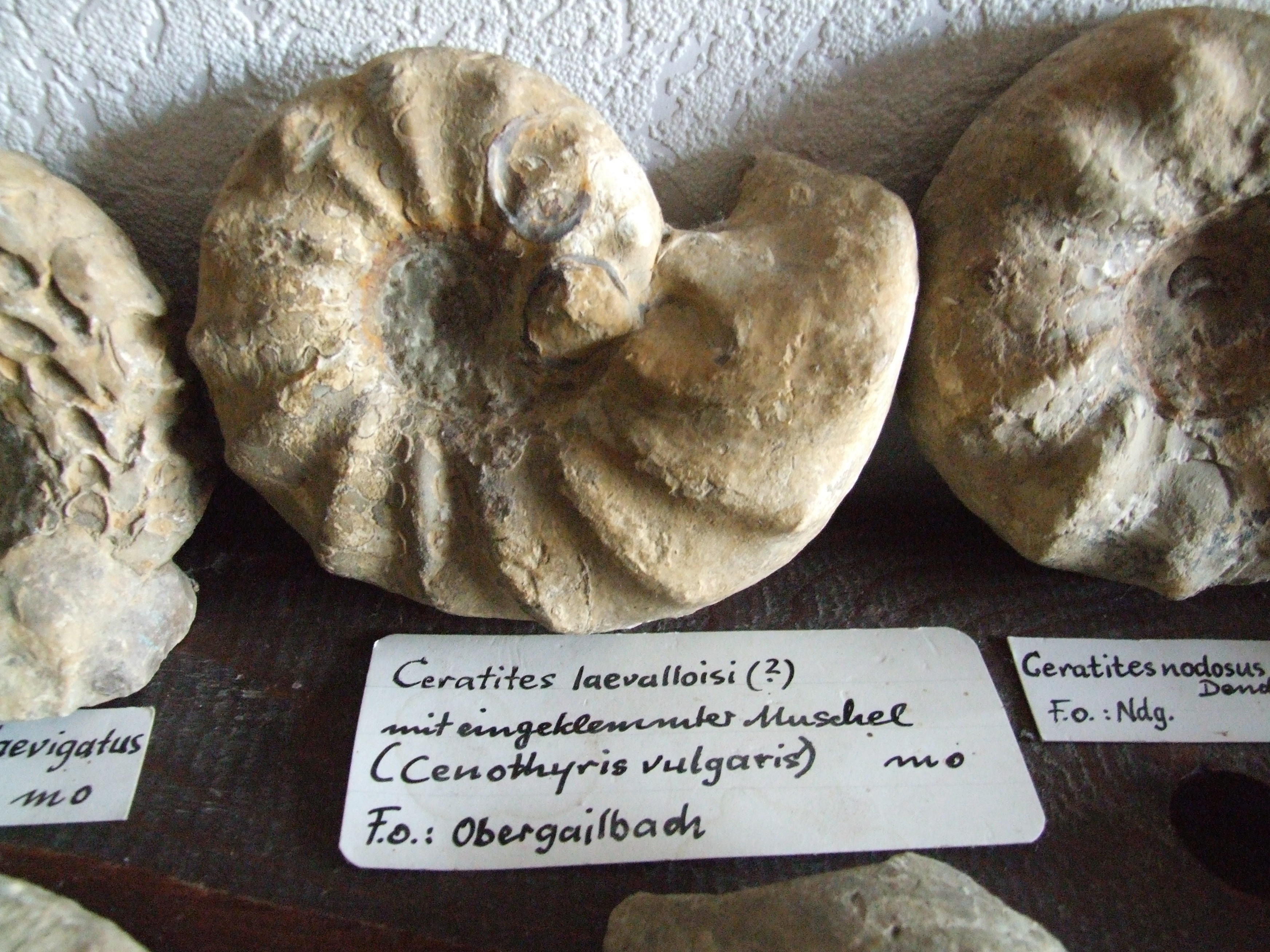
Fossiles trouvés dans le calcaire de Obergailbach.

Commune membre du parc naturel régional des Vosges du Nord.
La commune se compose de 26,96 hectares de territoires artificialisés (3,00 %), 801,08 hectares de territoires agricoles (89,11 %) et 70,80 hectares de forêts et milieux semi-naturels (7,88 %).
Espaces naturels :
- Six espaces protégés hors Natura 2000 :

Le Grundwiese et ruisseau du Gailbach,,
Le Grundwiese et ruisseau du Gailbach  - parcelle en maitrise d'usage,
Réserve de Biosphère, zone centrale,
Réserve de Biosphère, zone tampon,
Réserve de Biosphère, zone de transition,
Parc naturel régional.
- Un espace protégé Natura 2000 : Bassigny, partie Lorraine :

Pelouses à Obergailbach.
- Deux zones naturelles d'intérêt écologique, faunistique et floristique (Znieff) :

Pelouse du Grundwiese à Obergailbach,
Ruisseaux Gailbach et Hofbrunnen à Obergailbach.
Système d’information pour la gestion des eaux souterraines du bassin Rhin-Meuse : Géologie : Carte géologique; Coupes géologiques et techniques

### Sismicité
Commune située dans une zone de sismicité 2 faible.

### Localités avoisinantes
|                            | Gersheim Niedergailbach | Medelsheim |
| Bliesbruck                 | Obergailbach            | Erching    |
| Wœlfling-lès-Sarreguemines | Gros-Réderching         | Rimling    |

### Hydrographie et les eaux souterraines
La commune est située dans le bassin versant du Rhin au sein du bassin Rhin-Meuse. Elle est drainée par le ruisseau le Gailbach et le ruisseau le Schlierbach,.

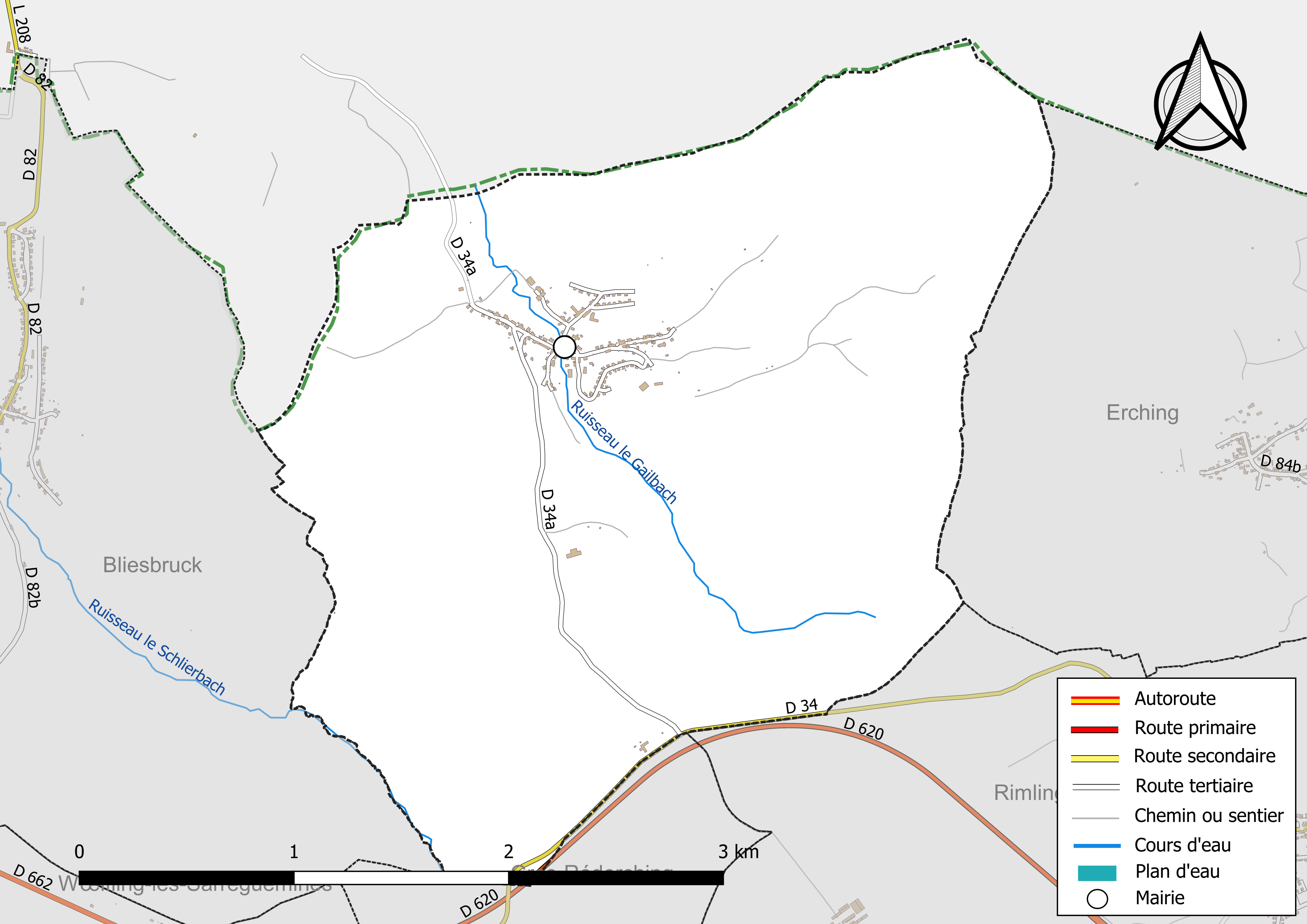
Réseaux hydrographique et routier d'Obergailbach.

### Climat
Pour des articles plus généraux, voir Climat du Grand Est et Climat de la Moselle.
En 2010, le climat de la commune est de type climat des marges montargnardes, selon une étude du Centre national de la recherche scientifique s'appuyant sur une série de données couvrant la période 1971-2000. En 2020, Météo-France publie une typologie des climats de la France métropolitaine dans laquelle la commune est exposée à un climat semi-continental et est dans la région climatique  Vosges, caractérisée par une pluviométrie très élevée (1 500 à 2 000 mm/an) en toutes saisons et un hiver rude (moins de 1 °C). 
Pour la période 1971-2000, la température annuelle moyenne est de 9,7 °C, avec une amplitude thermique annuelle de 16,8 °C. Le cumul annuel moyen de précipitations est de 959 mm, avec 12,8 jours de précipitations en janvier et 9,8 jours en juillet. Pour la période 1991-2020, la température moyenne annuelle observée sur la station météorologique de Météo-France la plus proche, « Volmunster », sur la commune de Volmunster à 10 km à vol d'oiseau, est de 10,2 °C et le cumul annuel moyen de précipitations est de 760,1 mm. 
La température maximale relevée sur cette station est de 37,6 °C, atteinte le 25 juillet 2019 ; la température minimale est de −18,6 °C, atteinte le 24 décembre 2001,,. 
Les paramètres climatiques de la commune ont été estimés pour le milieu du siècle (2041-2070) selon différents scénarios d'émission de gaz à effet de serre à partir des nouvelles projections climatiques de référence DRIAS-2020. Ils sont consultables sur un site dédié publié par Météo-France en novembre 2022.

## Urbanisme

### Typologie
Au 1er janvier 2024, Obergailbach est catégorisée commune rurale à habitat dispersé, selon la nouvelle grille communale de densité à sept niveaux définie par l'Insee en 2022.
Elle est située hors unité urbaine. Par ailleurs la commune fait partie de l'aire d'attraction de Sarreguemines (partie française), dont elle est une commune de la couronne,. Cette aire, qui regroupe 48 communes, est catégorisée dans les aires de 50 000 à moins de 200 000 habitants,.

### Occupation des sols

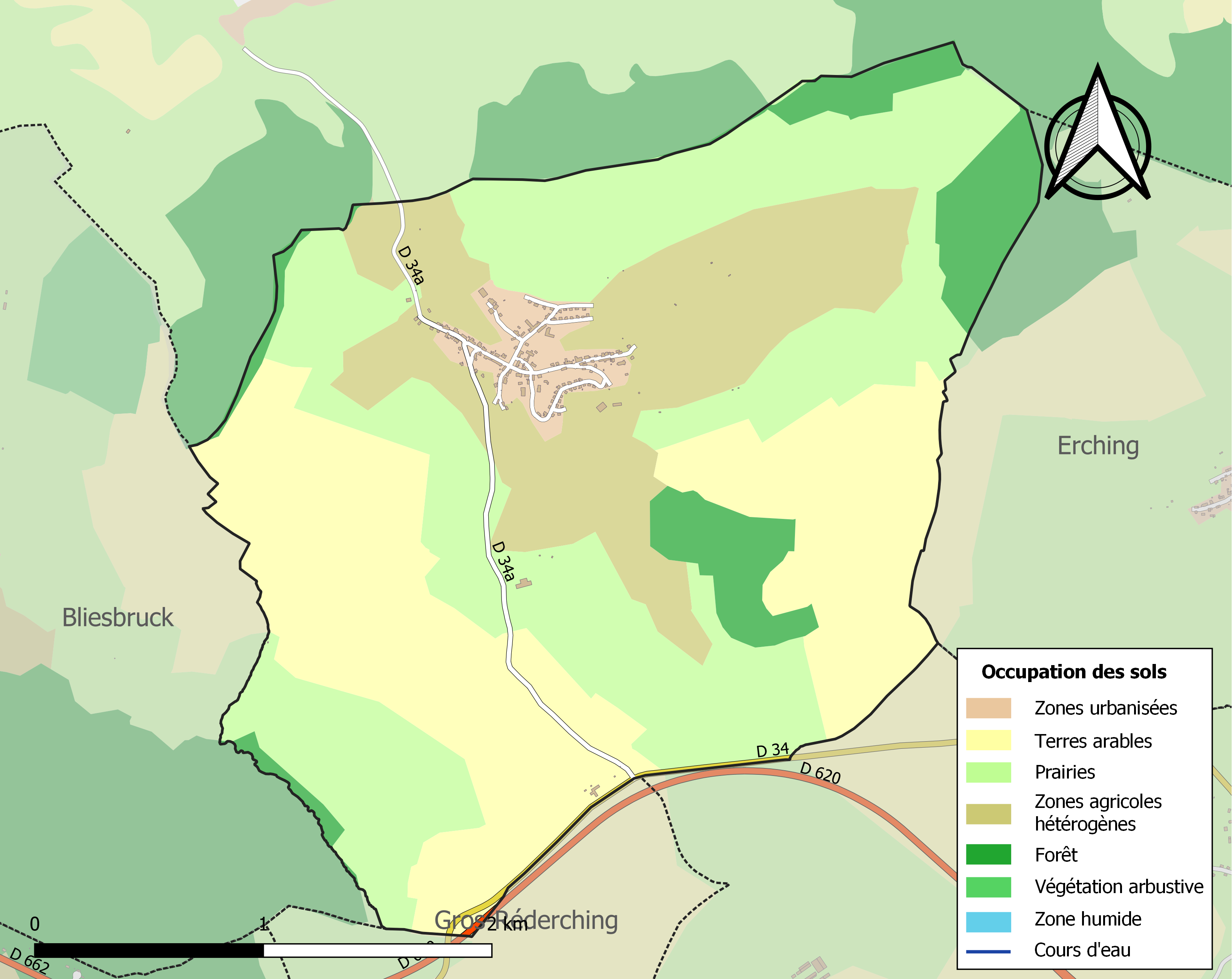
Carte des infrastructures et de l'occupation des sols de la commune en 2018 (CLC).

L'occupation des sols de la commune, telle qu'elle ressort de la base de données européenne d’occupation biophysique des sols Corine Land Cover (CLC), est marquée par l'importance des territoires agricoles (89,3 % en 2018), une proportion sensiblement équivalente à celle de 1990 (89 %). La répartition détaillée en 2018 est la suivante : 
prairies (38,3 %), terres arables (31,4 %), zones agricoles hétérogènes (19,6 %), forêts (7,7 %), zones urbanisées (3 %).

## Toponymie
- Gelbach (1150), Gelbach villula (1172), Quelbach (1301), Geilbach (1323), Gailbach (1449), Gailenbach (1541), Oberquelbach/Gerlebach/Gerlbach superior/Geilbach superior (1544), Oberquelbach (1606), Oberguelbach (XVIIIe siècle), Ober-Gailbach (atlas de Bitche), Oberguelbach (1801).
- Owergailbach en francique lorrain[27].

## Histoire
Plusieurs gisements attribuables au Paléolithique moyen (entre - 200 000 et - 35 000 ans avant Jésus-Christ) ont été découverts sur le ban de la commune (industrie sur quartz et quartzite, et sur silex du Muschelkalk avec débitage Levallois). Le Mésolithique est représenté par quelques armatures et grattoirs. Trois lames polies de haches dont une en schiste noduleux des Vosges du Sud, indiquent une présence durant le Néolithique. (Prospections S. Schmit),.
Des découvertes de la fin de l'âge du bronze et plusieurs sites gallo-romains indiquent une continuité de l'occupation humaine. Le village est mentionné dès 1150 sous la forme Gelbach, du nom d'homme Gelbo et du substantif Bach, le ruisseau.
Une autre théorie met en relation le composant Gel avec le mot francique rhénan gäl (allemand standard gelb), qui signifie jaune. Obergailbach serait ainsi le "village situé sur le ruisseau jaune supérieur". En effet, on peut observer que l'eau prend une teinte jaunâtre sous temps de pluie à cause de la dissolution des sédiments du sol.
Les nombreux liens tissés par les villages voisins d'Obergailbach et de Niedergailbach, aujourd'hui en Allemagne, sont en partie rompus en 1781 quand la France cède Niedergailbach au seigneur de Blieskastel.
Du point de vue du spirituel, Obergailbach est une ancienne paroisse de l'archiprêtré de Hornbach passé dans celui de Volmunster en 1804.

## Politique et administration
| Période                                  | Période  | Identité             | Étiquette | Qualité                       |
| ---------------------------------------- | -------- | -------------------- | --------- | ----------------------------- |
| Les données manquantes sont à compléter. |          |                      |           |                               |
| 1977                                     | 2001     | Théophile Hoellinger |           |                               |
| 2001                                     | 2020     | Jean-Marie Weibel    |           |                               |
| mai 2020                                 | En cours | Jean-Marc Hoellinger |           | Cadre de la fonction publique |

Du point de vue administratif, le village est une commune du canton de Volmunster depuis 1890.

### Budget et fiscalité 2023
En 2023, le budget de la commune était constitué ainsi :
- total des produits de fonctionnement : 360 000 €, soit 1 272 € par habitant ;
- total des charges de fonctionnement : 253 000 €, soit 893 € par habitant ;
- total des ressources d'investissement : 478 000 €, soit 1 690 € par habitant ;
- total des emplois d'investissement : 275 000 €, soit 971 € par habitant ;
- endettement : 627 000 €, soit 2 214 € par habitant.

Avec les taux de fiscalité suivants :
- taxe d'habitation : 0,00 % ;
- taxe foncière sur les propriétés bâties : 23,05 % ;
- taxe foncière sur les propriétés non bâties : 34,60 % ;
- taxe additionnelle à la taxe foncière sur les propriétés non bâties : 0,00 % ;
- cotisation foncière des entreprises : 0,00 %.

Chiffres clés Revenus et pauvreté des ménages en 2021 : médiane en 2021 du revenu disponible, par unité de consommation.

## Population et société

### Démographie

#### Évolution démographique
L'évolution du nombre d'habitants est connue à travers les recensements de la population effectués dans la commune depuis 1793. Pour les communes de moins de 10 000 habitants, une enquête de recensement portant sur toute la population est réalisée tous les cinq ans, les populations de référence des années intermédiaires étant quant à elles estimées par interpolation ou extrapolation. Pour la commune, le premier recensement exhaustif entrant dans le cadre du nouveau dispositif a été réalisé en 2008.

En 2022, la commune comptait 270 habitants, en évolution de −14,83 % par rapport à 2016 (Moselle : +0,52 %, France hors Mayotte : +2,11 %).
| 1793 | 1800 | 1806 | 1821 | 1836 | 1841 | 1861 | 1866 | 1871 |
| ---- | ---- | ---- | ---- | ---- | ---- | ---- | ---- | ---- |
| 510  | 458  | 578  | 653  | 657  | 693  | 626  | 628  | 549  |

| 1875 | 1880 | 1885 | 1890 | 1895 | 1900 | 1905 | 1910 | 1921 |
| ---- | ---- | ---- | ---- | ---- | ---- | ---- | ---- | ---- |
| 501  | 478  | 421  | 368  | 363  | 348  | 347  | 340  | 331  |

| 1926 | 1931 | 1936 | 1946 | 1954 | 1962 | 1968 | 1975 | 1982 |
| ---- | ---- | ---- | ---- | ---- | ---- | ---- | ---- | ---- |
| 335  | 308  | 306  | 231  | 251  | 248  | 228  | 217  | 250  |

| 1990 | 1999 | 2006 | 2008 | 2013 | 2018 | 2022 | - | - |
| ---- | ---- | ---- | ---- | ---- | ---- | ---- | - | - |
| 264  | 255  | 299  | 312  | 323  | 290  | 270  | - | - |

La population varie au fil des années. Elle compte 596 habitants en 1817, 675 en 1852. Le déclin amorcé dans la seconde moitié du XIXe siècle ralentit au lendemain de la Seconde Guerre mondiale. Le recensement de 1982 dénombre encore 250 habitants.

### Enseignement
Établissements d'enseignements :
- Écoles maternelles et primaires à Bliesbruck, Rimling, Wœlfling-lès-Sarreguemines, Gros-Réderching, Wiesviller,
- Collèges à Rohrbach-lès-Bitche, Sarreguemines,
- Lycées à Sarreguemine.

### Santé
Professionnels et établissements de santé :
- Médecins à Bliesbruck, Wiesviller, Gros-Réderching, Achen, Rohrbach-lès-Bitche, Sarreinsming, Petit-Réderching,
- Pharmacies à Achen, Rohrbach-lès-Bitche, Volmunster, Rémelfing, Sarreguemines,
- Hôpitaux à Sarreguemines, Rouhling, Bitche.

### Cultes
- Culte catholique, Paroisses Volmunster et environs, Archiprêtré de Bitche[40] Diocèse de Metz.

## Économie

### Entreprises et commerces

#### Agriculture
- Élevage de vaches laitières.
- Élevage de chevaux et d'autres équidés.
- Élevage d'autres animaux.
- Culture de céréales, de légumineuses et de graines oléagineuses

#### Tourisme
- Hébergements à Frauenberg, Sarreguemines, Zetting, Binning.
- Restauration à Bliesbruck.

#### Commerces
- Commerces et services de proximité[41].

Le village d'Obergailbach était le point d'entrée du gaz naturel d'origine russe par gazoduc.
Depuis octobre 2022, la France alimente, par le réseau GRTgaz, l'Allemagne en gaz,.

## Culture locale et patrimoine

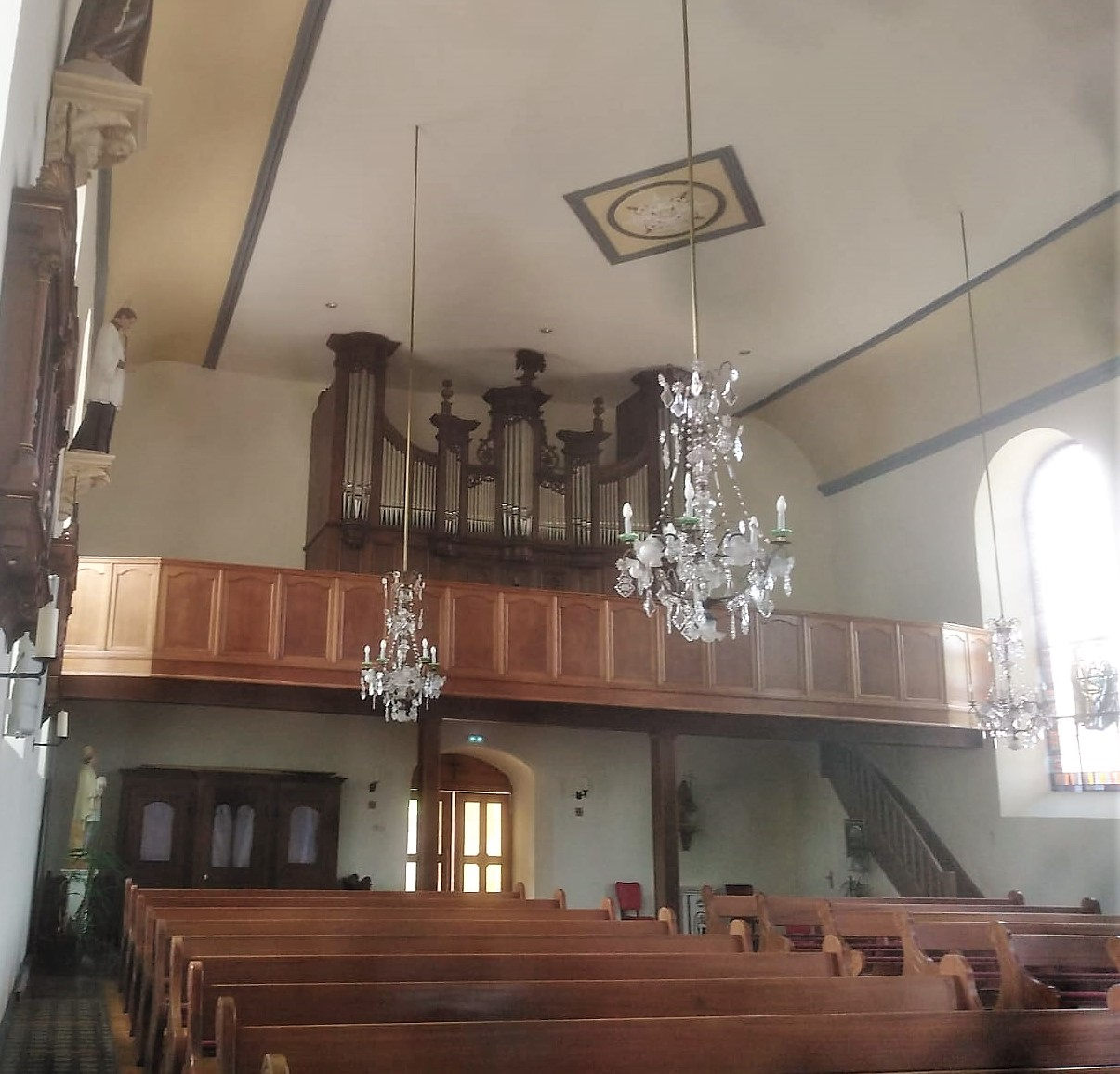
Orgue de l'église Saint-Maurice.

### Lieux et monuments
- L'église Saint-Maurice[44], de style roman, est restaurée en 1902.

Orgue Verschneider construit vers 1874, entièrement rénové en 2016.
- Grotte de Lourdes[47],[48].
- Monument aux morts[49].
- Ensemble de 4 bornes délimitant les anciens bans d'Obergailbach et de Brandelfing[50].
- Croix de chemin, Croix monumentales, Calvaire.
- Pelouse site Natura 2000[51]

### Héraldique
| Blason de Obergailbach | Blason  | De gueules au pal ondé d'argent chargé d'une lance de gueules, accosté de quatre roses tigées et feuillées d'argent mouvantes du pal. |
| Blason de Obergailbach | Détails | Le statut officiel du blason reste à déterminer.                                                                                      |

## Sources et bibliographie
- Obergailbach sur le site du Bitscherland
- Les moulins et scieries du Pays de Bitche, Joël Beck, 1999.
- Le Pays de Bitche 1900-1939, Joël Beck, 2005.
- Découverte de gisements préhistoriques à Rimling, Obergailbach, Erching, Epping
- Chiffres clés publiés par l'institut national de la statistique et des études économiques (INSEE). Dossier complet
- Inventaire national du patrimoine naturel de la commune